# S-500
S-500 프로메테이(러시아어: C-500 Прометей)는 55R6M "트리움파토르-M"으로도 알려져 있으며, S-400과 A-235 시스템을 보완하는 러시아의 지대공 미사일/탄도탄 요격 미사일 시스템이다. S-500은 알마즈-안테이 방공 컨선에서 개발되었다. 당초 2014년까지 생산에 들어갈 계획이었으나, 첫 번째 부대는 2021년 제15항공우주군에서 운용을 시작했다. 러시아는 S-500이 모든 종류의 현대 극초음속 무기를 요격할 수 있으며, 그러한 능력을 성공적으로 시험했다고 주장한다. 러시아는 S-500을 계획된 S-550 미사일 시스템과 함께 방공망의 일부로 배치할 계획이라고 보도된다.

## 역사
원래 계획에 따르면, 2020년 국가 군비 계획(GPV-2020)에 따라 러시아 항공우주방위군(VKO)을 위해 10개의 S-500 대대를 구매할 예정이었다.
2013년 현재 S-500은 S-400과 함께 운용될 예정이었으며, 이 시스템들은 함께 대부분의 S-300 미사일 시스템을 대체할 계획이었다. 첫 번째 부대는 2025년에 모스크바주와 러시아 중부 지역에 배치될 계획이다. 해군용 버전은 2020년 이후에 운용될 예정이었으나 2022년 현재 운용되지 않고 있는 새로운 리데르급 구축함의 무장이 될 가능성이 높다.
로스텍 사장 세르게이 체메조프는 2019년 6월 30일 S-500 생산 개시를 발표했다. 그럼에도 불구하고, 2020년 말에 주문된 첫 10개 시스템의 연속 생산은 2021년에야 시작되었다. 2020년 여름, 항공우주군 사령관 세르게이 수로비킨은 S-500 시스템이 위성 파괴에 사용될 수 있음을 확인하는 것처럼 보였다.
2022년 8월에 새로운 계약이 체결되었다. 2023년 10월, Defense News는 S-500의 생산이 러시아에 대한 제재와 인력 부족으로 인해 부정적인 영향을 받아 지연되고 있다고 주장했다.
2020년 S-500 시스템 1개당 비용은 약 7억~8억 달러로 추정되었고, 2023년에는 25억 달러까지 상승했다.

### 시험
2018년 5월, 러시아는 S-500으로 현재까지 가장 긴 사거리의 지대공 미사일 시험을 실시했다. 이 프로그램에 대한 미국 정보에 정통한 익명의 소식통을 인용한 보고서에 따르면, S-500은 482 km(300 mi) 떨어진 목표물을 명중시킬 수 있었는데, 이는 이전 기록보다 80 km 더 먼 거리이다.
2021년 7월, 러시아 국방부는 새로운 S-500 탄도탄 요격 미사일 시스템의 첫 번째 실사격 시험 영상을 카푸스틴 야르에서 공개했다.

### 운용 역사
첫 S-500 시제품은 2021년 10월 13일 모스크바에서 전투 임무에 투입되었다. 그러나 이는 운용자인 제1특수목적 방공미사일군이 명시한 모든 요구사항을 아직 충족하지 못했다. 2024년 6월, 우크라이나는 S-500이 케르치 해협 대교를 방어하기 위해 크림 반도에 배치되었다고 주장했다. 우크라이나에서 첫 실전 배치된 S-500은 우크라이나가 발사한 MGM-140 ATACMS 미사일 방어에 실패한 것으로 알려졌다.

## 설계
S-500은 탄도 미사일은 물론 극초음속 순항 미사일과 항공기를 요격하고 파괴하도록 설계되었다. 탄도탄 요격(ABM)을 위해 600 km (370 mi)의 사거리를, 방공을 위해 500 km (310 mi)의 사거리를 계획하며, S-500은 최대 7 km/s (4.3 mi/s)의 속도로 비행하는 최대 10개의 탄도 극초음속 목표물을 동시에 탐지하고 교전할 수 있도록 구상되었다. 교전 대상 목표물의 고도는 최대 180–200 km (110–120 mi)에 이른다고 주장한다. 그러나 2023년 현재 S-500의 극초음속 미사일 요격 능력은 아직 시험되지 않았다. 그 외에 방어할 대상으로 발표된 목표물로는 무인 항공기, 지구 저궤도 위성, 극초음속 항공기에서 발사된 우주 무기, 극초음속 궤도 플랫폼 등이 있다. 반응 시간은 4초 미만이다(S-400의 경우 10초 미만).

### 구성 요소
S-500은 다음으로 구성된다:
- 77P6 발사 차량, BAZ-69096 10x10 트럭 기반
- 55K6MA 및 85Zh6-2 지휘소, BAZ-69092-12 6x6 기반
- 91N6A(M) 획득 및 전투 관리 레이더, BAZ-6403.01 8x8 트랙터에 견인되는 91N6(빅 버드)의 개조형
- 96L6-TsP 획득 레이더, BAZ-69096 10x10에 장착된 96L6(치즈 보드)의 업그레이드 버전
- 76T6 다중 모드 교전 레이더, BAZ-6909-022 8x8에 장착
- 77T6 ABM 교전 레이더, BAZ-69096 10x10에 장착

시스템에 사용되는 미사일은 다음과 같다:
- 40N6M - 대공 역할
- 77N6 / 77N6-N1 - 탄도탄 또는 대위성 역할

## 수출
2021년 9월, 러시아 부총리 유리 보리소프는 인도가 S-500의 잠재적이고 아마도 첫 번째 고객이 될 수 있다고 말했다.

## 같이 보기
- 중거리 및 장거리 지대공 미사일 목록
- A-135 탄도 미사일 방어 시스템
- A-235
- 애로우 (이스라엘 미사일)
  - 애로우 3
- 탄도탄 요격 미사일 시스템 비교
- 지상 기반 외기권 방어
- MEADS
- S-300VM 미사일 시스템
- 비티아즈 미사일
- THAAD
- 틀:Lwc